# Durance (folyó)
A Durance (IPA: [dyʁɑ̃s], okcitánul Durença vagy Durènço) folyó Franciaország délkeleti részén. A Francia-Alpok déli részén, a Montgenévrei-hágó közelében ered, hossza 305 km. Montgenèvre-től délnyugat felé tartva érinti Briançont és balról beletorkollik a Guil. Miután eléri Embrunt, ismét balról az Ubaye ömlik bele. Dél felé kanyarodva jobbról a Buëch-sel, majd balról a Bléone-nal, lejjebb pedig a Verdonnal egyesül. Ez utóbbi mellékfolyójának irányát követve nyugat felé folyik, vizének egy része Avignontól délre eléri a Rhône-t, másik részét az EDF-csatornán és a Marseille-i-csatornán keresztül a Berre-tóhoz és Marseille-be vezették. Az ivóvize kétharmadát innét kapja Marseille.
A Durance vízhozama hajdan az évszakok szerint erősen változott, a Serre-ponçoni-víztározó azonban jórészt szabályozta. Ez a gát nagyszámú vízerőmű vízellátását biztosítja. A Durance kiépítése befejeződött, egy átlagos évben 6-8 TWh-t termel, ami hozzávetőlegesen egyenértékű a Rajna–Rhône-csatorna erőműinek áramtermelésével.
|  | Mellékfolyói a Guil, az Ubaye, a Buëch, a Bléone, az Asse, a Largue, a Verdon és a Coulon. |

## Megyék és nagyobb városok a folyó mentén
- Hautes-Alpes: Briançon, Embrun
- Alpes-de-Haute-Provence: Sisteron, Manosque
- Vaucluse: Pertuis, Cavaillon
- Bouches-du-Rhône: Châteaurenard, Avignon